# Echemographis distincta
Echemographis distincta Caporiacco, 1955 è un ragno appartenente alla famiglia Gnaphosidae.
È l'unica specie nota del genere Echemographis.

## Distribuzione
L'unica specie oggi nota di questo genere è stata rinvenuta in Venezuela: sull'isola di La Pêche, appartenente all'arcipelago di Los Frailes

## Tassonomia
Dal 1955 non sono stati esaminati altri esemplari, né sono state descritte sottospecie al 2015.